# Тамашени (Сату Маре)
Тамашени (рум. Tămășeni) насеље је у Румунији у округу Сату Маре у општини Батарчи. Oпштина се налази на надморској висини од 180 m.

## Становништво
Према подацима из 2002. године у насељу је живело 468 становника.

### Попис2002.
| Расподела становништва по националности 2002.‍ | Расподела становништва по националности 2002.‍ | Расподела становништва по националности 2002.‍ | Расподела становништва по националности 2002.‍ | Расподела становништва по националности 2002.‍ |
| --------------------------------------------- | --------------------------------------------- | --------------------------------------------- | --------------------------------------------- | --------------------------------------------- |
|                                               |                                               |                                               |                                               |                                               |
| Румуни                                        | Румуни                                        |                                               | 73                                            | 15,6%                                         |
| Мађари                                        | Мађари                                        |                                               | 395                                           | 84,4%                                         |